# Coupe du Togo de football
La Coupe du Togo de football a été créée en 1955. Après une interruption de douze ans, elle est remise en place par la fédération togolaise en 2018.

## Palmarès

### Avant l'indépendance
- 1955 : Essor (Lomé)
- 1956 : Étoile Filante de Lomé
- 1958 : Étoile Filante de Lomé

### Depuis l'indépendance
- 1961 : Étoile Filante de Lomé
- 1962-1973 : Inconnu
- 1974 : Omnisports (Atakpamé)
- 1975 : ASKO Kara
- 1976 : ASKO Kara
- 1977 : Edan (Lomé)
- 1978 : Non disputée
- 1979 : OC Agaza (Lomé)
- 1980 : AC Semassi (Sokodé)
- 1981 : OC Agaza (Lomé) 1-0 Aiglons (Lomé)
- 1982 : AC Semassi (Sokodé) 1-0 OC Agaza (Lomé)
- 1983 : Non disputée
- 1984 : OC Agaza (Lomé) 0-0 (3 t.a.b. à 0) ASFOSA (Lomé)
- 1985 : Foadan FC (Dapaong) 1-0 Doumbé FC (Sansanné-Mango)
- 1986 : Entente II Lomé 2-0 ASKO Kara
- 1987 : ASKO Kara 2-1 AC Semassi (Sokodé)
- 1988 : OC Agaza (Lomé) 1-0 Ifodje Atakpamé
- 1989 : Entente II Lomé 1-0 Aiglons (Lomé)
- 1990 : AC Semassi (Sokodé) 2-1 Entente II Lomé
- De 1991 à 1993 : Non disputée
- 1994 : Étoile Filante de Lomé 3-2 OC Agaza (Lomé)
- 1995 : ASKO Kara 1-0 AC Semassi (Sokodé)
- 1996 : Doumbé FC (Sansanné-Mango) 2-1 Étoile Filante de Lomé
- De 1997 à 1998 : Non disputée
- 1999 : OC Agaza (Lomé) 1-0 Entente II Lomé
- 2000 : Inconnu
- 2001 : Dynamic Togolais (Lomé) 3-0 Sara Sport FC (Bafilo)
- 2002 : Dynamic Togolais (Lomé) 2-0 Doumbé FC (Sansanné-Mango)
- 2003 : Maranatha FC
- 2004 : AS Douanes (Lomé) 2-1 Foadan FC (Dapaong)
- 2004-2005 : Dynamic Togolais (Lomé) 1-0 OC Agaza (Lomé)
- 2005-2006 : AS Togo-Port (Lomé) 1-1 (5 t.a.b à 4) ASKO Kara
- 2017-2018 : Gomido FC (Kpalimé) 3-0  Koroki FC (Tchamba)
- 2018-2019 : non disputée[1],[2]
- 2019-2023 : non disputée
- 2023-2024 : ASC Kara 2-1 ASKO Kara